# Aconcagua
Aconcagua, Cerro Aconcagua (w języku keczua: Acconcahuac – Kamienny Strażnik) – najwyższy szczyt Andów, Ameryki Południowej oraz całej Ameryki (także półkul zachodniej i południowej) o wysokości 6960,8 m n.p.m. Leży w Andach Południowych, w Kordylierze Głównej, na obszarze Argentyny, nieco ponad 110 km na północny zachód od miasta Mendoza. Aconcagua tworzy rozległy masyw (o długości 60 km), zbudowany głównie z granitów, pochodzenia wulkanicznego. Jest pokryty wiecznymi śniegami i lodowcami, z których 7 spływa na wysokość 3900 m n.p.m.
Odkrycie na grani szkieletu gwanako andyjskiego wywołało spekulację, że zwierzę mogło być złożone w ofierze przez Inków, byliby oni wówczas pierwszymi zdobywcami szczytu. Pierwsze udokumentowane wejście należy do Szwajcara Matthiasa Zurbriggena 14 stycznia 1897. W 1934 pierwsza polska wyprawa andyjska (Stefan Daszyński, Konstanty Narkiewicz-Jodko, Stefan Osiecki, Wiktor Ostrowski) wytyczyła nową drogę od strony wschodniej przez lodowiec, nazwany później Lodowcem Polaków. Polska alpinistka Wanda Rutkiewicz pokonała ścianę południowego szczytu Aconcagui w roku 1985.
W 1954 Francuzi Adrien Dagory, Edmond Denis, Pierre Lesueur, Guy Poulet, René Ferlet oraz przewodnicy Lucien Berardini i Robert Paragot poprowadzili drogę na ścianie południowej o wysokości 2500 m, przeciętej dwiema barierami wiszących seraków. Do dziś droga francuska doczekała się kilku wariantów. Ekstremalnie trudna droga słoweńska wiedzie lewą stroną południowej ściany, została ona wytyczona w 1982 roku przez Z. Gantara, P. Podgornika i I. Tejca. W 1988 inni Słoweńcy S. Svetičič i M. Romih poprowadzili prostą i niebezpieczną drogę wiodącą przez seraki, nazwaną Ruletką. W 1991 Austriak Bubendorfer przeszedł samotnie całą drogę francuską w 15 godzin.
Z uwagi na specyficzne warunki atmosferyczne uważany za kluczowy etap treningu przed atakiem na Mount Everest. Z uwagi na stosunkowo łatwe wejście jest celem licznych wypraw alpinistycznych, w większości komercyjnych. Punktem wypadowym jest Punte del Inca, a leżący o 3 dni marszu od miejscowości obóz bazowy Plaza Argentina położony jest na wysokości 4200 m n.p.m.
16 stycznia 2013 portugalski ultramaratończyk Carlos Sá ustanowił pierwszy oficjalny rekord szybkości we wspinaczce na Aconcaguę. Startując o godz. 5:20 z granicy Regionalnego Parku Aconcagui w Dolinie Horcones na szczycie stanął o 17:00 (11 godzin 40 minut), a z powrotem na granicy parku był o 20:32, co oznacza, że trasę "drogą normalną" pokonał w ciągu 15 godzin i 42 minut. Wyprawa została poprzedzona odpowiednią aklimatyzacją rozpoczętą pod koniec grudnia. Rekord ten pobił 23 grudnia 2014 Kilian Jornet, który zdobył szczyt w 8 godzin 45 minut, a wraz z drogą na dół zajęło mu to 12 godzin 49 minut. 19 lutego 2014 nowe rekordy ustanowił Karl Egloff, który szczyt zdobył w 7 godzin 55 minut, a wraz z powrotem na dół 11 godzin 52 minuty. Nieoficjalny rekord w szybkości wejścia należy jednak do Jorge Egocheaga, który w styczniu 2007 zdobył szczyt w 7h 52 minuty (cała trasa zajęła mu 14h 5 minut).
Jako najwyższy szczyt Ameryki Południowej wchodzi w skład tzw. Korony Ziemi.
Od 2010 roku w obozie bazowym znajduje się najwyższa galeria sztuki współczesnej "Nautilus", w której swoje obrazy wystawia argentyński malarz Miguel Doura.
W obozie bazowym znajduje się kamera, z której obraz jest na żywo transmitowany w internecie. Jest to trzecia w kolejności najwyżej położona kamera na świecie.